# Клин (посёлок, Ульяновская область, западнее)
Клин — посёлок в Николаевском районе Ульяновской области. Входит в состав Канадейского сельского поселения.

## География
Находится у железнодорожной линии Николаевка-Сызрань на расстоянии примерно 14 километра на восток по прямой от районного центра поселка Николаевка.

## История
Основан предположительно в XX веке. В 1990-е годы работало отделение СПК «Прасковьинский».

## Население
Население составляло 67 человек в 2002 году (русские 97 %), 29 по переписи 2010 года.